# Elecciones municipales de Chile de 1953
En las elecciones municipales de Chile de 1953, realizadas el 1 de marzo en conjunto con las elecciones de diputados y senadores, el Partido Agrario Laborista logró la primera mayoría, mientras que el Partido Radical logró mantener buena parte de la votación obtenida en la anterior elección municipal, mientras que las candidaturas independientes obtuvieron un sorprendente número de votos, logrando la tercera mayoría con el 14 %.

## Resultados
| Partido                                   | Sigla                       | Votos   | %?     | Cand.? | Reg.? | %? | ± %? |
| ----------------------------------------- | --------------------------- | ------- | ------ | ------ | ----- | -- | ---- |
| Partido Agrario Laborista                 | PAL                         | 130 770 | 17,39% | 827    | 236   |    |      |
| Partido Radical                           | PR                          | 119 361 | 15,87% | 891    | 273   |    |      |
| Independientes                            | Ind                         | 111 146 | 14,78% | 871    | 122   |    |      |
| Partido Liberal                           | PL                          | 97 230  | 12,93% | 634    | 277   |    |      |
| Partido Conservador Tradicionalista       | PCT                         | 71 315  | 9,49%  | 427    | 197   |    |      |
| Partido Socialista Popular                | PSP                         | 58 719  | 7,80%  | 572    | 161   |    |      |
| Partido Conservador Social Cristiano      | PCSC                        | 45 134  | 6,00%  | 353    | 90    |    |      |
| Falange Nacional                          | FN                          | 34 178  | 4,54%  | 291    | 69    |    |      |
| Partido Socialista                        | PS                          | 25 034  | 3,32%  | 179    | 23    |    |      |
| Partido Democrático de Chile              | PDCh                        | 20 669  | 2,74%  | 210    | 41    |    |      |
| Partido Democrático del Pueblo            | PDP                         | 17 460  | 2,32%  | 170    | 24    |    |      |
| Partido Agrario                           | PA                          | 10 162  | 1,35%  | 67     | 23    |    |      |
| Acción Renovadora de Chile                | ARCh                        | 7743    | 1,02%  | 36     | 1     |    |      |
| Partido Liberal Progresista               | PLP                         | 2379    | 0,31%  | 20     | 8     |    |      |
| Partido Laborista                         | PLa                         | 662     | 0,03%  | 15     | 3     |    |      |
| Votos válidamente emitidos                | Votos válidamente emitidos  | 751 962 |        |        |       |    |      |
| Votos nulos y en blanco                   | Votos nulos y en blanco     | 7417    |        |        |       |    |      |
| Total de sufragios emitidos               | Total de sufragios emitidos | 759 379 |        |        |       |    |      |
| Fuente: Dirección del Registro Electoral. |                             |         |        |        |       |    |      |

## Alcaldías 1953-1956

### Listado de alcaldes electos
Listado de alcaldes elegidos en las principales ciudades del país.
| Municipio | Municipio    | Alcalde electo                                                          |
| --------- | ------------ | ----------------------------------------------------------------------- |
|           | Arica        | Homero Martínez Urrutia Falange Nacional                                |
|           | Iquique      | Alejandro Valencia Joo Partido Socialista                               |
|           | Calama       | Julio Fuentes Vega Partido Socialista                                   |
|           | Antofagasta  | Humberto Albanese Cortés Partido Conservador Social Cristiano           |
|           | Copiapó      | Orlando Poblete González Partido Radical                                |
|           | La Serena    | Juan Cortés Alcayaga Partido Liberal                                    |
|           | Coquimbo     | César Nieme Apey Partido Radical                                        |
|           | Rancagua     | Luis Humberto Abarca Aguilera Unión Nacional de Independientes          |
|           | Talca        | María Urcelay de Mesías Partido Agrario Laborista                       |
|           | Concepción   | Julio Rojas Silva Partido Radical                                       |
|           | Valdivia     | Máximo Eric Jorge Frick Bentjerodt Partido Conservador Social Cristiano |
|           | Puerto Montt | Juan Oelckers Schwarzenberg Partido Conservador Social Cristiano        |
|           | Coyhaique    | Salvador Hernáez Bravo Partido Radical                                  |
|           | Punta Arenas | Emilio Salles Thurler Partido Regionalista de Magallanes                |

### Listado de alcaldes designados
De acuerdo al Art. 68 del Decreto Supremo N.º 1.472 del 24 de julio de 1941: "en las municipalidades de Santiago, Valparaíso y Viña del Mar, los alcaldes serán nombrados por el Presidente de la República y durarán en sus funciones igual período de tiempo que corresponde a la municipalidad".
| Municipio | Municipio    | Alcalde designado                              |
| --------- | ------------ | ---------------------------------------------- |
|           | Viña del Mar | Vladimir Huber Wastavino Falange Nacional      |
|           | Valparaíso   | Santiago Díaz Buzeta Partido Radical           |
|           | Santiago     | María Teresa del Canto Molina Partido Femenino |